# 伯拉鄉 (尼亞姆茨縣)
46°34′N 24°52′E / 46.567°N 24.867°E
伯拉鄉（羅馬尼亞語：Comuna Bâra, Neamț），是羅馬尼亞的鄉份，位於該國東北部，由尼亞姆茨縣負責管轄，面積23平方公里，海拔高度268米，2007年人口1,902，人口密度每平方公里82人。